# Spilśnianie (rękodzieło)

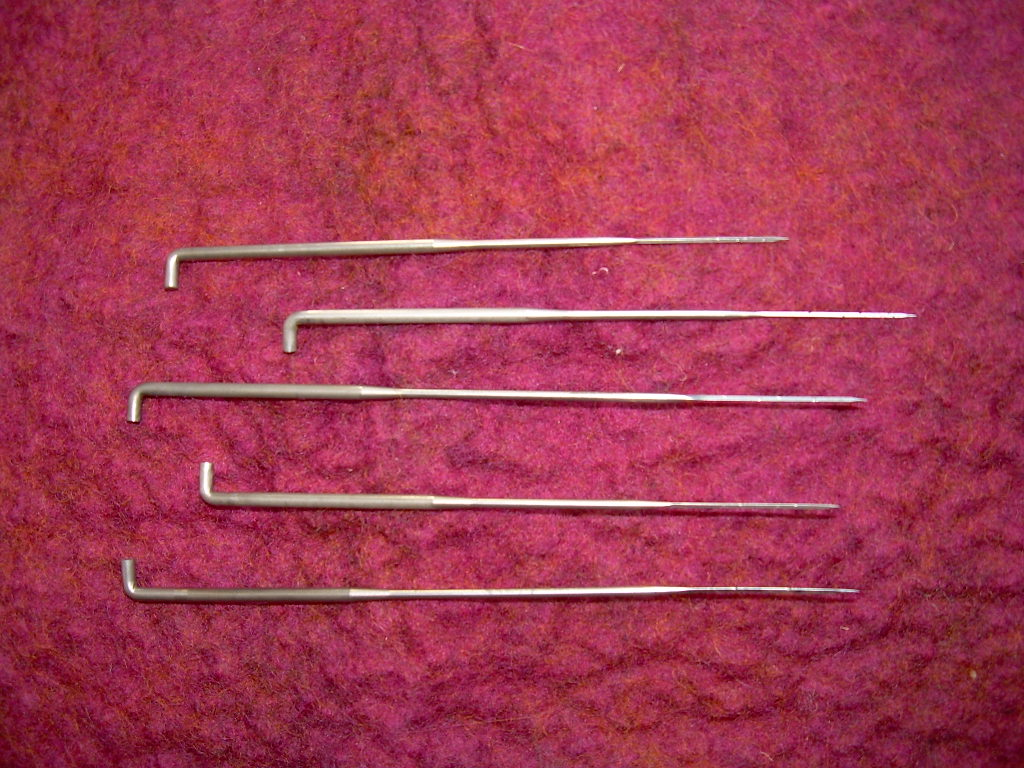
Igły do spilśniania na sucho

Spilśnianie (filcowanie) – rękodzieło polegające na formowaniu wełny za pomocą specjalnej igły do filcowania (filcowanie na sucho) lub ciepłej wody i mydła (filcowanie na mokro). 
Wykorzystywane jest do tworzenia odzieży, torebek, biżuterii, lalek, elementów dekoracji etc.